# Кравченко, Валерий Александрович
Вале́рий Алекса́ндрович Кра́вченко (29 августа 1941 — 8 декабря 2001) — вице-президент совместного украинско-австро-немецкого предприятие «Имас»; член наблюдательного совета ТПО «Сахар Финанс»; член наблюдательного совета Всеукраинской благотворительной организации «Миссия „Украина — Известная“» (с июня 2001 года). Министр внешнеэкономических связей Украины (1991—1992).

## Биография
Родился 29 августа 1941 года. С 1958 года слесарь, обмотчик на заводе в Киеве. В 1964—1972 годах — инженер, старший инженер, заведующий технического сектора в Институте электродинамики АН УССР. В 1971 году окончил Киевский политехнический институт, по специальности инженер-электромеханик.
По окончании Академии внешней торговли, с 1975 года-инженер, старший инженер, с 1977 года — заместитель уполномоченного Министра внешнеэкономических связей СССР при СМ УССР. С июня 1991 по март 1992 года — Министр внешнеэкономических связей Украины. С октября 1993 по 1994 год — советник Президента Украины по внешнеэкономическим вопросам. В декабре 2000 года был награждён Почетной грамотой КМ Украины.
Супруга — искусствовед В. В. Рубан (1940—2014).
Умер 8 декабря 2001 года. Похоронен в Киеве на Байковом кладбище (участок № 52а).